# Ralph Bankes
Sir Ralph Bankes (1631–1677) est un courtisan de Charles II et membre anobli de la Chambre privée. Il est le bâtisseur de Kingston Lacy, le siège de la famille Bankes, conçu par l'architecte Roger Pratt.

## Biographie

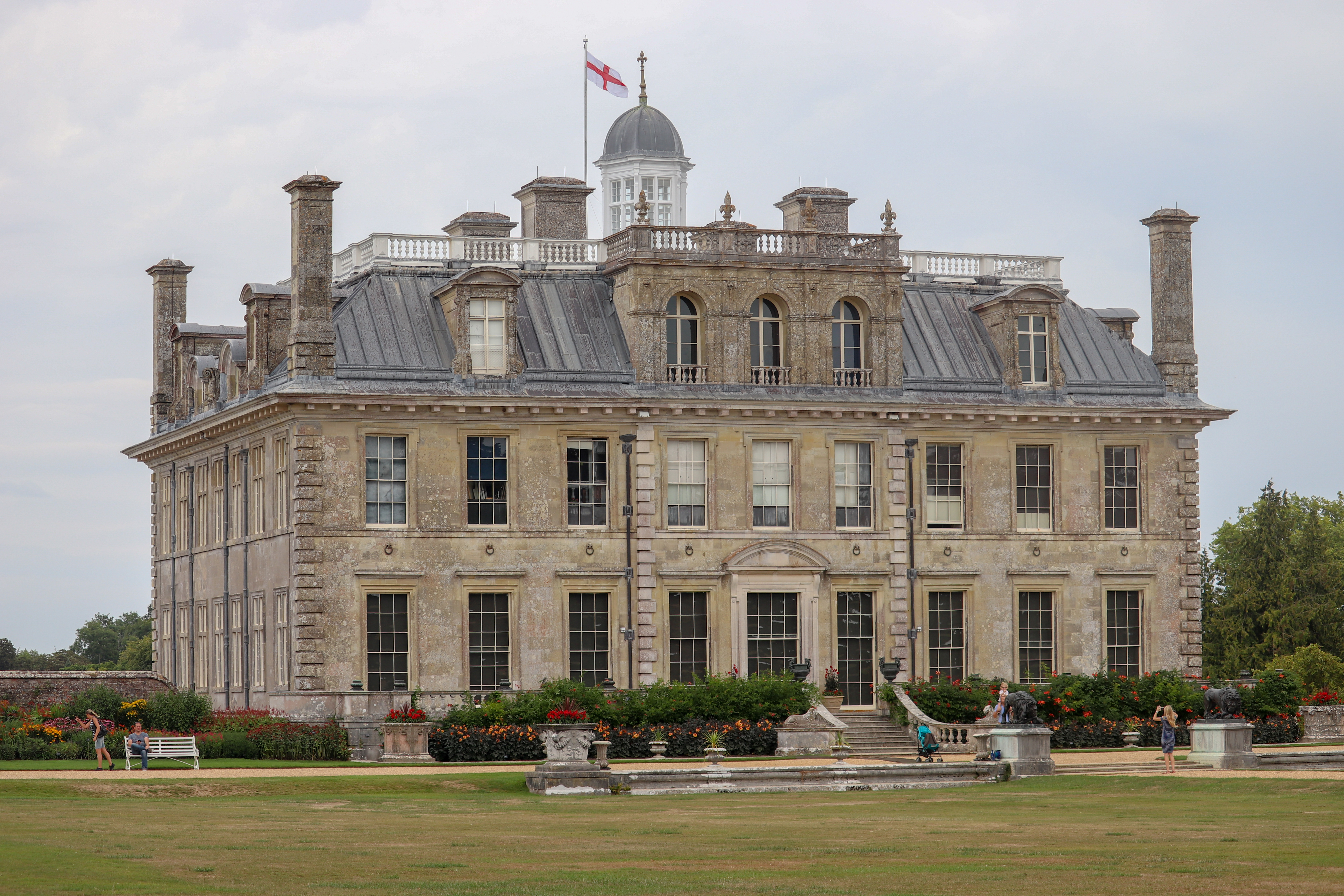
Kingston Lacy House, Dorset

Bankes est né au Château de Corfe, Dorset, le deuxième fils et l'un des neuf enfants de Sir John Bankes et Mary Hawtrey. Ralph, comme son père, étudie le droit à Gray's Inn et se lie d'amitié avec Peter Lely, le peintre, et Roger Pratt, l'architecte. En 1661, il épouse Mary Brune, nièce de Charles Brune d'Athelhampton, dont il a deux enfants, John et Mary.
Bankes siège au parlement de Richard Cromwell en 1659 pour le siège familial du château de Corfe et reste député jusqu'à sa mort en 1677, protégeant activement les intérêts du Dorset. Avec la restauration de Charles II en 1660, il se rend à Canterbury et est anobli. Il est également nommé gentilhomme de la Chambre privée pour services rendus à la couronne. Il est un parlementaire raisonnablement actif et un partisan du parti de la Couronne.
Jusqu'à sa mort, il s'engage avec Roger Pratt dans la conception de Kingston Lacy, une nouvelle maison destinée à remplacer le château de Corfe détruit, que sa mère avait défendu héroïquement pendant la guerre civile anglaise. Il est basé sur Clarendon House, construit pour le Lord grand chancelier, que Bankes a visité à plusieurs reprises. Le projet conduit à de graves difficultés financières et, au moment de sa mort, il s'efforçait de lever des fonds supplémentaires.